# آلين بيريز
آلين لوسيانا بيريز (بالإسبانية: Ailín Luciana Pérez؛ مواليد 5 أكتوبر 1994) هو مُقاتل فنون قتالية مختلطة أرجنتيني.

## وصلات خارجية
- آلين بيريز على موقع يو إف سي (الإنجليزية)
- آلين بيريز على موقع شيردوغ (الإنجليزية)
- آلين بيريز على موقع Tapology.com (الإنجليزية)
- آلين بيريز على موقع إي إس بي إن (الإنجليزية)
- آلين بيريز على موقع IMDb (الإنجليزية)